# Acanthopagrus australis
Acanthopagrus australis és un peix teleosti de la família dels espàrids i de l'ordre dels perciformes.

## Morfologia
Pot arribar als 66 cm de llargària total.

## Distribució geogràfica
Es troba a les costes de l'est d'Austràlia (des de Queensland fins a Victòria).